# Rally de Australia de 2018
El Rally de Australia de 2018, oficialmente 27. Kennards Hire Rally Australia fue la 27º edición y la decimotercera y última ronda de la temporada 2018 del Campeonato Mundial de Rally. Se celebró del 15 al 18 de noviembre y contó con un itinerario de 24 tramos sobre tierra que sumaban un total de 316,30 km. Será también la última cita de los campeonatos WRC 2 y WRC 3, el primero con el título ya decidido y el segundo con solo dos inscritos.
Sébastien Ogier (Ford) y Thierry Neuville (HYundai) llegaron a Australia con una diferencia de solo tres puntos en la clasificación general del campeonato. Ambos se jugaron el título de pilotos, mientras que Ott Tänak tercero del certamen, también contaba con posibilidades pero sus opciones eran más remotas.

## Inscritos
| N.º | Piloto             | Copiloto           | Equipo                      | Automóvil                | Categoría |
| --- | ------------------ | ------------------ | --------------------------- | ------------------------ | --------- |
| 1   | Sébastien Ogier    | Julien Ingrassia   | M-Sport Ford WRT            | Ford Fiesta WRC          |           |
| 2   | Elfyn Evans        | Daniel Barritt     | M-Sport Ford WRT            | Ford Fiesta WRC          |           |
| 3   | Teemu Suninen      | Mikko Markkula     | M-Sport Ford WRT            | Ford Fiesta WRC          |           |
| 4   | Andreas Mikkelsen  | Anders Jæger       | Hyundai Shell Mobis WRT     | Hyundai i20 Coupe WRC    |           |
| 5   | Thierry Neuville   | Nicolas Gilsoul    | Hyundai Shell Mobis WRT     | Hyundai i20 Coupe WRC    |           |
| 6   | Hayden Paddon      | Sebastian Marshall | Hyundai Shell Mobis WRT     | Hyundai i20 Coupe WRC    |           |
| 7   | Jari-Matti Latvala | Miikka Anttila     | Toyota Gazoo Racing WRT     | Toyota Yaris WRC         |           |
| 8   | Ott Tänak          | Martin Järveoja    | Toyota Gazoo Racing WRT     | Toyota Yaris WRC         |           |
| 9   | Esapekka Lappi     | Janne Ferm         | Toyota Gazoo Racing WRT     | Toyota Yaris WRC         |           |
| 10  | Mads Østberg       | Torstein Eriksen   | Citroën Total Abu Dhabi WRT | Citroën C3 WRC           |           |
| 11  | Craig Breen        | Scott Martin       | Citroën Total Abu Dhabi WRT | Citroën C3 WRC           |           |
| 21  | Jourdan Serderidis | Lara Vanneste      | M-Sport World Rally Team    | Ford Fiesta WRC          |           |
| 31  | Pedro Heller       | Pablo Olmos        | Pedro Heller                | Ford Fiesta R5           | WRC 2     |
| 32  | Armin Kremer       | Winklhofer Pirmin  | Motorsport Italia           | Škoda Fabia R5           | WRC 2     |
| 33  | Alberto Heller     | José Luis Díaz     | M-Sport World Rally Team    | Ford Fiesta R5           | WRC 2     |
| 34  | Gianluca Linari    | Elia Ometto Pietro | Gianluca Linari             | Subaru Impreza WRX STi   | WRC 2     |
| 61  | Enrico Brazzoli    | Luca Beltrame      | Enrico Brazzoli             | Citroën DS3 R3T          | WRC 3     |
| 62  | Louise Cook        | Stefan Davis       | Louise Cook                 | Citroën DS3 R3T          | WRC 3     |
| 71  | Eli Evans          | Ben Searcy         | Eli Evans                   | Škoda Fabia R5           |           |
| 72  | Harry Bates        | John McCarthy      | Harry Bates                 | Toyota Yaris AP4         |           |
| 73  | Gaurav Gill        | Glenn Macneall     | Team MRF Tyres              | Ford Fiesta R5           |           |
| 74  | Steve Glenney      | Andrew Sarandis    | Steve Glenney               | Škoda Fabia R5           |           |
| 75  | Molly Taylor       | Malcolm Read       | Les Walkden Racing          | Subaru Impreza WRX STi   |           |
| 76  | Raana Horan        | Michael Connor     | Raana Horan                 | Škoda Fabia R5           |           |
| 77  | Tony Sullens       | Kaylie Newell      | Tony Sullens                | Citroën DS3 R3T          |           |
| 78  | Wayne Morton       | Kirra Penny        | Wayne Morton                | Toyota Auris S2000       |           |
| 79  | Atsushi Masumura   | Naoya Tanaka       | Super Alex Troop            | Mitsubishi Lancer Evo X  |           |
| 80  | Lewis Bates        | Anthony McLoughlin | Lewis Bates                 | Toyota Corolla TRD S2000 |           |
| 81  | Luke Anear         | Jon Mitchell       | Luke Anear                  | Subaru Impreza WRX STi   |           |

## Itinerario
| Día   | Tramo | Nombre                           | Distancia | Hora  | Ganador               | Automóvil                        | Tiempo  | Líder                             |
| ----- | ----- | -------------------------------- | --------- | ----- | --------------------- | -------------------------------- | ------- | --------------------------------- |
| Día 1 | TC1   | Orara East I                     | 8.77 km   | 08:03 | Esapekka Lappi        | Toyota Yaris WRC                 | 4:45.5  | Esapekka Lappi                    |
| Día 1 | TC2   | Coldwater I                      | 14.12 km  | 08:43 | Jari-Matti Latvala    | Toyota Yaris WRC                 | 7:56.3  | Esapekka Lappi Jari-Matti Latvala |
| Día 1 | TC3   | Sherwood I                       | 26.68 km  | 09:41 | Mads Ostberg          | Citroën C3 WRC                   | 12:49.0 | Mads Ostberg                      |
| Día 1 | TC4   | Orara East II                    | 8.77 km   | 12:32 | Ott Tänak             | Toyota Yaris WRC                 | 4:43.5  | Mads Ostberg                      |
| Día 1 | TC5   | Coldwater II                     | 14.12 km  | 13:12 | Thierry Neuville      | Hyundai i20 Coupe WRC            | 7:51.1  | Mads Ostberg                      |
| Día 1 | TC6   | Sherwood II                      | 26.68 km  | 14:10 | Craig Breen           | Citroën C3 WRC                   | 12:35.6 | Mads Ostberg                      |
| Día 1 | TC7   | Destination NSW - I              | 1.27 km   | 16:37 | Sébastien Ogier       | Ford Fiesta WRC                  | 12:35.6 | Mads Ostberg                      |
| Día 1 | TC8   | Destination NSW - II             | 1.27 km   | 16:47 | Ott Tänak             | Toyota Yaris WRC                 | 1:23.0  | Mads Ostberg                      |
| Día 2 | TC9   | Argents Hill Reverse I           | 13.13 km  | 07:08 | Hayden Paddon         | Hyundai i20 Coupe WRC            | 7:20.9  | Mads Ostberg                      |
| Día 2 | TC10  | Welshs Creek Reverse I           | 28.83 km  | 07:51 | Ott Tänak             | Toyota Yaris WRC                 | 15:12.6 | Mads Ostberg                      |
| Día 2 | TC11  | Urunga I                         | 20.11 km  | 08:59 | Ott Tänak             | Toyota Yaris WRC                 | 11:32.3 | Jari-Matti Latvala                |
| Día 2 | TC12  | Raleigh I                        | 1.99 km   | 09:47 | Ott Tänak Elfyn Evans | Toyota Yaris WRC Ford Fiesta WRC | 1:33.1  | Jari-Matti Latvala                |
| Día 2 | TC13  | Argents Hill Reverse II          | 13.13 km  | 12:08 | Hayden Paddon         | Hyundai i20 Coupe WRC            | 7:16.8  | Jari-Matti Latvala                |
| Día 2 | TC14  | Welshs Creek Reverse II          | 28.83 km  | 13:02 | Ott Tänak             | Toyota Yaris WRC                 | 15:01.4 | Ott Tänak                         |
| Día 2 | TC15  | Urunga II                        | 20.11 km  | 14:10 | Esapekka Lappi        | Toyota Yaris WRC                 | 11:32.5 | Ott Tänak                         |
| Día 2 | TC16  | Raleigh II                       | 1.99 km   | 14:58 | Ott Tänak             | Toyota Yaris WRC                 | 1:32.2  | Ott Tänak                         |
| Día 2 | TC17  | Destination NSW - III            | 1.27 km   | 16:37 | Ott Tänak             | Toyota Yaris WRC                 | 1:23.1  | Ott Tänak                         |
| Día 2 | TC18  | Destination NSW - IV             | 1.27 km   | 16:47 | Thierry Neuville      | Hyundai i20 Coupe WRC            | 1:24.1  | Ott Tänak                         |
| Día 3 | TC19  | Coramba I                        | 15.55 km  | 06:53 | Jari-Matti Latvala    | Toyota Yaris WRC                 | 9:38.1  | Ott Tänak                         |
| Día 3 | TC20  | Sapphire I                       | 19.27 km  | 07:36 | Hayden Paddon         | Hyundai i20 Coupe WRC            | 11:30.2 | Jari-Matti Latvala                |
| Día 3 | TC21  | Wedding Bells18 I                | 7.16 km   | 08:38 | Esapekka Lappi        | Toyota Yaris WRC                 | 4:14.9  | Jari-Matti Latvala                |
| Día 3 | TC22  | Coramba II                       | 15.55 km  | 11:01 | Jari-Matti Latvala    | Toyota Yaris WRC                 | 10:05.1 | Jari-Matti Latvala                |
| Día 3 | TC23  | Sapphire II                      | 19.27 km  | 11:44 | Jari-Matti Latvala    | Toyota Yaris WRC                 | 11:48.1 | Jari-Matti Latvala                |
| Día 3 | TC24  | Wedding Bells18 II (Power Stage) | 7.16 km   | 13:18 | Sébastien Ogier       | Ford Fiesta WRC                  | 4:16.2  | Jari-Matti Latvala                |

## Clasificación final
| Pos.  | Piloto             | Copiloto            | Automóvil              | Tiempo    | Diferencia | Puntos |     |     |     |
| WRC   | WRC                | WRC                 | WRC                    | WRC       | WRC        | WRC    | WRC | WRC | WRC |
| ----- | ------------------ | ------------------- | ---------------------- | --------- | ---------- | ------ | --- | --- | --- |
| 1.    | Jari-Matti Latvala | Miikka Anttila      | Toyota Yaris WRC       | 2:59:52.0 | 0.0        | 25     |     |     |     |
| 2.    | Hayden Paddon      | Sebastian Marschall | Hyundai i20 Coupe WRC  | 3:00:24.5 | +32,5      | 18     |     |     |     |
| 3.    | Mads Ostberg       | Torstein Eriksen    | Citroën C3 WRC         | 3:00:44.2 | +52,5      | 15     |     |     |     |
| 4.    | Esapekka Lappi     | Janne Ferm          | Toyota Yaris WRC       | 3:00:54.3 | +1:02.3    | 12     |     |     |     |
| 5.    | Sébastien Ogier    | Julien Ingrassia    | Ford Fiesta WRC        | 3:02:22.8 | +2:30.8    | 10     |     |     |     |
| 6.    | Elfyn Evans        | Daniel Barrit       | Ford Fiesta WRC        | 3:02:57.1 | +3:05.1    | 8      |     |     |     |
| 7.    | Craig Breen        | Scott Martin        | Citroën C3 WRC         | 3:08:51.0 | +8:59.0    | 6      |     |     |     |
| 8.    | Alberto Heller     | José Luis Díaz      | Ford Fiesta R5         | 3:22:20.5 | +22:28.5   | 4      |     |     |     |
| 9.    | Steve Glenney      | Andrew Sarandis     | Škoda Fabia R5         | 3:26:53.8 | +27:01.8   | 2      |     |     |     |
| 10.   | Jourdan Serderidis | Lara Vanneste       | Ford Fiesta WRC        | 3:35:06.1 | +35:14.1   | 1      |     |     |     |
| WRC 2 |                    |                     |                        |           |            |        |     |     |     |
| 1.    | Alberto Heller     | José Luis Díaz      | Ford Fiesta R5         | 3:22:20.5 | 0.0        | 25     |     |     |     |
| 2.    | Gianluca Linari    | Elia Ometto Pietro  | Subaru Impreza STi N15 | 3:49:40.4 | +27:19.9   | 18     |     |     |     |
| WRC 3 |                    |                     |                        |           |            |        |     |     |     |
| 1.    | -                  | -                   | -                      | -         | -          | -      |     |     |     |